# Спініфекс
Спініфекс — рід багаторічних прибережних рослин родини злакових.
Вони є одними з найпоширеніших рослин, які ростуть на піщаних дюнах уздовж узбережжя Африки, Близького Сходу, Азії, Австралії, Нової Зеландії та Нової Каледонії, причому ареали деяких видів простягаються на північ і захід уздовж узбережжя Азії аж до Індії та Японії.. Оскільки вони допомагають стабілізувати пісок, ці трави є важливою частиною всієї екосистеми піщаних дюн. Єдиний вид, корінний для Нової Зеландії, Spinifex sericeus,  також зустрічається в Австралії.